# گاستی (کالیفرنیا)
گاستی (به انگلیسی: Guasti) یک منطقهٔ مسکونی در ایالات متحده آمریکا است که در شهرستان سن برناردینو، کالیفرنیا واقع شده‌است. گاستی ۲۹۵٫۹۶ متر بالاتر از سطح دریا واقع شده‌است.